# Поксдорф (Горња Франконија)
Поксдорф (њем. Poxdorf) град је у њемачкој савезној држави Баварска. Једно је од 29 општинских средишта округа Форххајм. Према процјени из 2010. у граду је живјело 1.526 становника. Посједује регионалну шифру (AGS) 9474160.

## Географски и демографски подаци
Поксдорф се налази у савезној држави Баварска у округу Форххајм. Град се налази на надморској висини од 278 метара. Површина општине износи 5,2 km². У самом граду је, према процјени из 2010. године, живјело 1.526 становника. Просјечна густина становништва износи 296 становника/km².